# Medusa (förlag)
Medusa var ett svenskt serieförlag, grundat och drivet av Horst Schröder. Förlaget startades 1982 (juridiskt namn: Horst Schröder AB). Det ägnade sig åt utgivning av seriealbum, till största delen med serier i svart-vitt men så småningom även med färgalbum (exempel Ungersk rapsodi av Vittorio Giardino). Under det sena 1980- och tidigare 1990-talet låg utgivningen i malpåse, medan Medusa fungerade som en förlagsetikett hos systerförlaget RSR Epix AB. Förlaget aktiverades åter 1993/1994, under namnet Epix Förlags AB. Medusa lever efter ursprungsförlagets nedläggning 2002/2003 i viss mån vidare som en förlagsetikett på Epix Bokförlag.

## Historik

### Bakgrund och inriktning
Från grundandet var förlaget inriktat på "kvalitetsserier för vuxna", en ny marknad som bland andra förlagskonkurrenten Carlsen några år tidigare hade testat med blandad framgång under etiketten Serier för vuxna. Medusa skulle också ge ut album – svartvita, häftade album till att börja med – och startade en albumklubb med abonnemang för att få en säkrare försäljning. De första utgåvorna var Grön natt (första volymen av Tändsticksgubben och gummitjejen) och Spegelns ansikte (antologi med kvinnoserier från tidningen Ah! Nana). Dessutom gav man tidigt ut amerikansk underground (bland annat Fritz the Cat av Robert Crumb). Man lanserade i samma veva benämningen "zerier", motsvarande den engelska "comix" (underground- och alternativserier), en beteckning som syntes på albumryggarna under 1982 och 1983 (serieantologierna Zerieluztar/Brustna zerier, Dom är som djur och Elektrizka zerier).

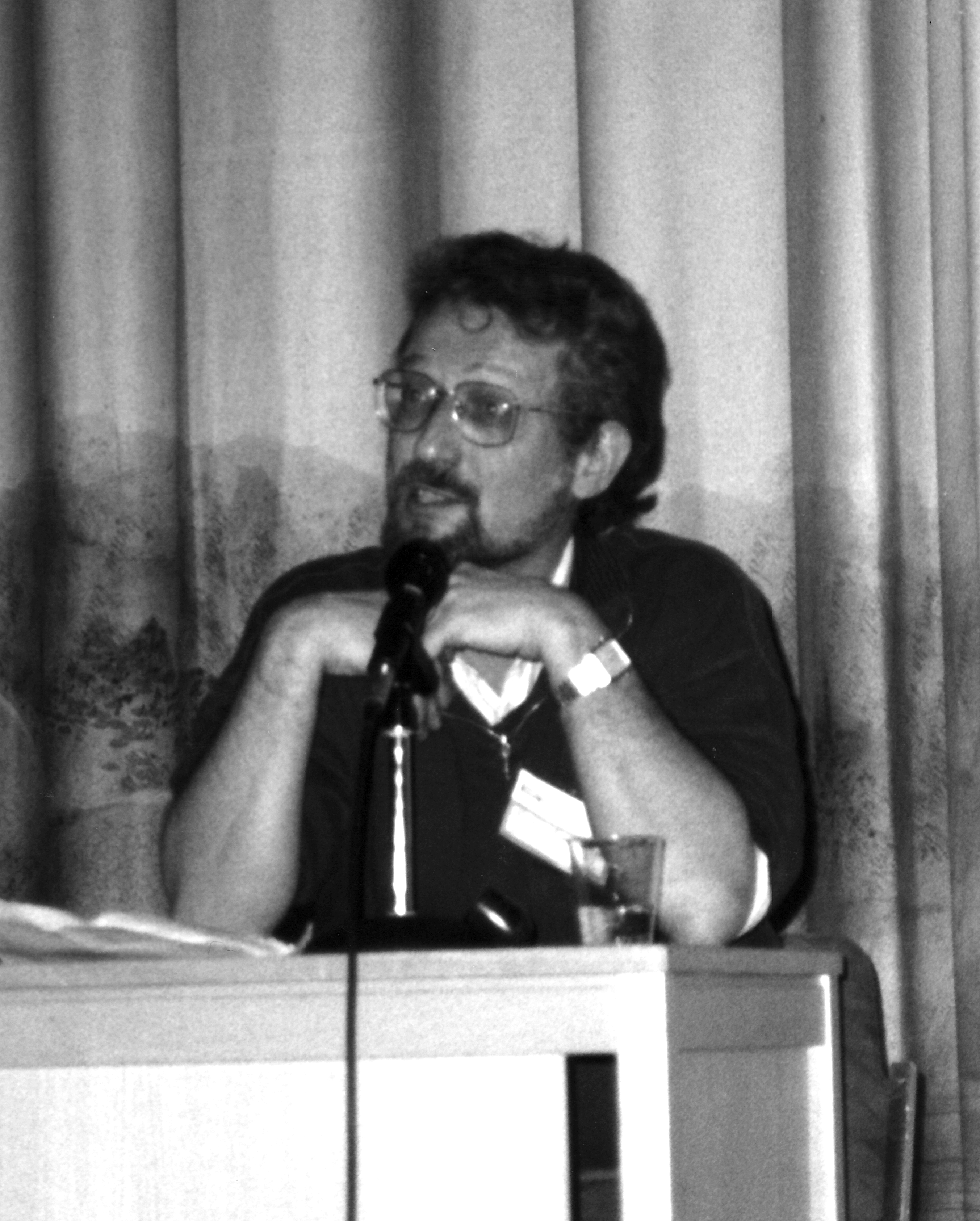
Horst Schröder på Serie-Expo 1991. Medusa, ett av Schröders två serieförlag, tog länge hand om de tjockare seriealbumen.

Systerförlaget RSR Epix grundades 1984. Det förlaget kom efter något år att börja ge ut album med anknytning till förlagets tidningar, bland annat under förlagsetiketterna Studio Epix och Pox Special. Det medförde att Medusa-utgivningen kom att profileras mot tjockare, boklika album – serieromaner. Åren runt 1990 lades Medusa-förlaget i tillfällig malpåse, medan RSR Epix tog hand om utgivningen med Medusa som en förlagsetikett. Exempel på dessa album är Rebecca och Sirenens sång.

### Fortsättning under nytt namn
RSR Epix försvann som eget förlag under/efter 1993. Samtidigt bytte Medusa namn till Epix Förlags AB och levde under det namnet vidare. Under perioden som Epix Förlags AB fortsattes den tidigare "serieroman"-utgivningen, om än i något mer begränsad skala, och det kompletterades med enstaka utgivningar av erotiska seriealbum (se även Velvet/Topas). Efter förlagets nedläggelse 2002/2003 skedde en förlagsnystart under namnet Epix Bokförlag som idag driver albumutgivningen vidare.
För senare förlagshistorik se även Epix (förlag)

## Ekonomi
Medusas utgivning låg lite vid sidan av de flesta andra svenska serieförlag, genom sin inriktning på vuxenserier – ofta av avantgardistisk eller litterär karaktär. Det medförde också vissa utmaningar för att nå läsare. De försålda upplagorna låg ofta runt 1 000 exemplar, med en oväntad toppnotering på 2 000 ex för François Bourgeons medeltida fantasy Sirenens sång.

## Produktion

### Serieskapare
Medusa gav bland annat ut följande seriskapare:
För fler namn och senare utgivning, se Epix (förlag)
- François Bourgeon, Frankrike
- Didier Comès, Belgien
- Gilbert Hernandez, USA
- Jaime Hernandez, USA
- Joakim Lindengren, Sverige
- Gunnar Krantz, Sverige
- Hugo Pratt, Italien
- Jacques Tardi, Frankrike

### Utgivning
(inklusive "Medusa"-album hos RSR Epix)

- 1982 – 3 album (varav 1 svenskt)
- 1983 – 3 album
- 1984 – 4 album (1 svenskt)
- 1985 – 6 album
- 1986 – 8 album (3 svenska)
- 1987 – 5 album (2 svenska)
- 1988 – 9 album (1 svenskt)
- 1989 – 6 album (1–2 svenska)
- 1990 – 7 album (2 svenska)
- 1991 – 7 album (2 svenska)
- 1992 – ?? (??)
- 1993 – ?? (??)